# Szwadron
Szwadron é um filme de drama polonês de 1993 dirigido e escrito por Juliusz Machulski. Foi selecionado como representante da Polônia à edição do Oscar 1994, organizada pela Academia de Artes e Ciências Cinematográficas.

## Elenco
- Aleksander Bednarz - Petersilge
- Grzegorz Damiecki
- Bernard-Pierre Donnadieu - Franek Bata
- Janusz Gajos - Dobrowolski
- Wojciech Klata - Symcha
- Andrzej Konic - General
- Maciej Kozlowski - Kozlow
- Agnieszka Krukówna - Weronka
- Katarzyna Lochowska - Emilia